# Svijany
Svijany är en ort i Tjeckien. Den ligger i den centrala delen av landet, 70 km nordost om huvudstaden Prag. Svijany ligger 235 meter över havet och antalet invånare är 286.
Terrängen runt Svijany är platt åt sydväst, men åt nordost är den kuperad. Svijany ligger nere i en dal.Runt Svijany är det tätbefolkat, med 286 invånare per kvadratkilometer. Närmaste större samhälle är Jablonec nad Nisou, 18,5 km norr om Svijany. Trakten runt Svijany består till största delen av jordbruksmark.